# Михайлівська районна рада
Михайлівська районна рада —колишня  районна рада Михайлівського району Запорізької області, з адміністративним центром в смт  Михайлівка.

## Загальні відомості
Михайлівській районній раді підпорядковані 2 селищні ради, 8 сільських рад, 2 смт, 46 сіл. Водойми на території районної ради: річка Молочна.
Населення становить 29,8 тис. осіб. З них 15,8 тис. (53 %) — міське населення, 14,0 тис. (47 %) — сільське.

## Склад ради
Загальний склад ради: 20 депутатів. Партійний склад ради: Партія регіонів — 17, Народна Партія — 1, КПУ — 2.

### Керівний склад ради
- Голова — Передерій Сергій Васильович
- Заступник голови —